# Praia do Paiva
A Praia do Paiva é uma praia localizada no município de Cabo de Santo Agostinho, a 28km de Recife no estado brasileiro de Pernambuco.
A sua paisagem é composta por uma densa faixa de coqueirais, mar azul e areias claras. O banho é mais adequado na maré baixa, pois a presença de arrecifes ocasiona a formação de pequenas piscinas naturais.
Na praia do Paiva acontece uma das maiores manifestações culturais da região: a Festa da Lavadeira, um evento popular que surgiu em 1987 e a cada ano atrai mais turistas.